# Gerlach Heino von Münchhausen
Gerlach Heino von Münchhausen (* 2. März 1652 in Leitzkau; † 8. Januar 1710 in Steinburg) war ein deutscher Kammerherr des Großen Kurfürsten, später Oberstallmeister Friedrichs I. Er entstammte dem niedersächsischen Adelsgeschlecht Münchhausen.

## Leben

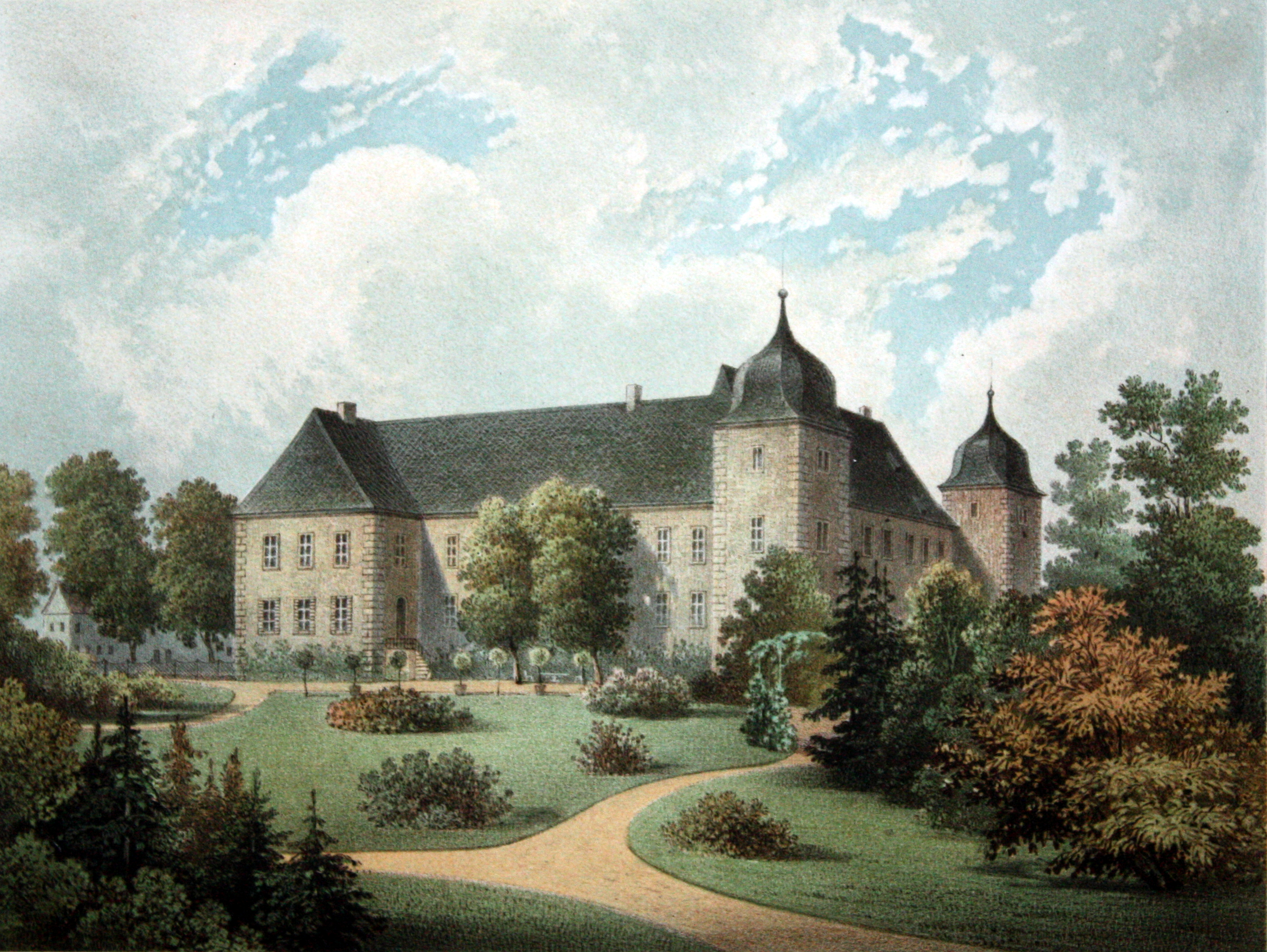
Schloss Straußfurt (1735 erbaut) um 1860

Gerlach Heino von Münchhausen, ein Urenkel des Söldnerführers Hilmar von Münchhausen und Enkel von Hilmar dem Jüngeren von Münchhausen aus dem 1183 erstmals urkundlich erwähnten Adelsgeschlecht, war der Sohn von Philipp Adolph von Münchhausen (1593–1657) und jüngerer Bruder des Domherrn Christoph Friedrich von Münchhausen aus Halberstadt. Er wurde wie dieser auf dem Schloss Leitzkau geboren und am 7. März in der dortigen Schlosskirche auf den Namen Gerlach Heino getauft.
Bei der Teilung des väterlichen Besitzes, die er am 5. April 1679 gemeinsam mit den Söhnen seines verstorbenen älteren Bruders Hilmar von Münchhausen vornahm, erhielt er das Schloss Wendlinghausen in der Grafschaft Lippe, das dessen Großvater Hilmar der Jüngere von Münchhausen um 1615 erbaut hatte. Seine Ehefrau war Catharina Sophia von Selmnitz aus dem Hause Steinburg, Erbin des Gutes in Straußfurt (Thüringen). Das Gut Steinburg hatte der Vater 1686 seinem Schwager Selmnitz abgekauft. Catharina Sophia von Münchhausen gründete 1725 eine – bis 1945 bestehende – Waisenhausstiftung in Straußfurt.
Seine drei Söhne waren:
- Ernst Friedemann von Münchhausen (1686–1762), herzoglich weimarischer Hofmarschall bis 1737 und ab 1738 Kreishauptmann in Thüringen; Herr auf Wendlinghausen (1730 verkauft) und Herrengosserstedt (1730 gekauft)
- Gerlach Adolph von Münchhausen (1688–1770), Premierminister im Kurfürstentum Braunschweig-Lüneburg (Kurhannover), Gründer und erster Kurator der Georg-August-Universität Göttingen
- Philipp Adolph von Münchhausen (1694–1762), hannoverscher Minister, Leiter der Deutschen Kanzlei in London